# Propalticus jansoni
Propalticus jansoni is een keversoort uit de familie Propalticidae. De wetenschappelijke naam van de soort is voor het eerst geldig gepubliceerd in 1882 door Sharp.